# Los Romeros (México)
Los Romeros es una localidad de México, localizada en el municipio de Santiago Tulantepec de Lugo Guerrero en el estado de Hidalgo.

## Geografía
Se encuentra en la región geográfica del Valle de Tulancingo. A la localidad le corresponden las coordenadas geográficas 20° 01’ 46.430” de latitud norte y 98° 24’ 54.780” de longitud oeste; con una altitud de 2313 m s. n. m. Cuenta con un clima semiseco templado.
En cuanto a fisiografía se encuentra en la provincia del Eje Neovolcánico, dentro de la subprovincia de Lagos y Volcanes de Anáhuac; su terreno es de lomerío. En lo que respecta a la hidrografía se encuentra posicionado en la región del Pánuco, dentro de la cuenca del río Moctezuma, y en la subcuenca del río Metztitlán.

## Demografía
En 2020 registró una población de 2047 personas, lo que corresponde al 5.17 % de la población municipal. De los cuales 988 son hombres y 1059 son mujeres.
| Gráfica de evolución demográfica de Los Romeros entre 1900 y 2020                            |
|                                                                                              |
| Población de los censos y conteos del Instituto Nacional de Estadística y Geografía (INEGI). |

## Fiesta patronal
La fiesta patronal es en el mes de noviembre, atendiendo a la Virgen de la Medalla Milagrosa.

## Transporte
Hay dos rutas de transporte que conectan Tulancingo con Romeros y Satntiago Tulantepec con el Hospital.